# 科创大道 (佛山)
科创大道是一条位于佛山市南海区三山新城的南北走向城市主干道，全长5.0km，主路双向6车道，限速60km/h，南起于林岳大道，北终于三山大道。

## 历史
2024年1月11日，港口路与岗东路合并为科创大道。
2024年1月24日，科创大道-环岛南路路口路口交通组织由辅道右进右出改为十字交叉。

## 远期规划
该路段为三龙湾南海片区“一轴两翼三园四策千亿万亩”发展计划中的“一轴”主干，故远期规划以推动片区发展与广佛同城协作为主题。

规划北接荔湾玉兰路，通过东沙隧道、鹤洞大桥、洲头咀隧道，广佛科创区连接广州市荔湾区、海珠区和越秀区，连接海龙围科创区、白鹅潭商务区、润慧科技园和美生桃花源等区域，以及广州其他科创区和商务区。

规划南连顺德碧桂路，连接林岳南板块的约440亩信息装备制造产业社区、广东工业设计城和三龙湾机器人谷。

东部以科芯湖为核心，涉及约2000亩的番禺飞地资源。通过番海大桥、海怡大桥和长江路东延，连接广州核心区域。

以文翰湖科创特色小镇为核心，依托季华实验室，规划带动平洲、平南、平胜三个工业园区的升级改造。

## 外部連結
维基共享资源上的相關多媒體資源：科创大道